# 女の子になりたい
「女の子になりたい」（おんなのこになりたい、I wanna be a girl）はまふまふの楽曲。2019年10月16日リリースのアルバム「神楽色アーティファクト」に収録され、2019年10月18日にインターネット上でミュージックビデオが公開された。

## 概要
- 本曲はまふまふの誕生日である2019年10月18日にインターネット上で公開された[2][3]。
- YouTube、ニコニコ動画合わせて2021年1月までに2450万回以上再生された[2][4]。
- 2019年10月28日付けのBillboard Japan Hot 100で85位[5]。